# Edane kapell
Edane kapell i Arvika kommun var ett kapell tillhörigt Brunskog-Mangskogs församling. Den byggdes mellan åren 1928 och 1930. Byggnaden ritades av Bror Almquist och uppfördes av byggmästaren J G Andersson (1890-1982). År 2017 lades kapellet ut till försäljning. Den sista gudstjänsten hölls den 22 april 2018 och kapellet blev senare privatbostad.
Byggnaden består av ett enskeppigt långhus med ett rakt avslutat kor i öster och en vidbyggd sakristia i norr. Kyrkorummet hade ett lackat trägolv och täcktes av ett tredingstak.
Dopfunten av trä var tillverkad av Libraria. Predikstolen med sexsidig korg stod i korets norra sida. Ljudtak saknades. Altartavlan var målad av Sam Uhrdin och var en kopia av Carl Blochs målning Christus Consolator.

## Orgel
Grönlunds orgelbyggeri byggde 1965 en mekanisk orgel med delade manualregister.
| Manual       | Pedal        | Koppel  |
| Gedakt 8’    | Subbas 16’   | Man/Ped |
| Principal 4’ | Principal 4’ |         |
| Rörflöjt 4’  |              |         |
| Waldflöjt 2’ |              |         |
| Mixtur 2 ch  |              |         |
| Regal 8'     |              |         |